# (78391) Michaeljäger
(78391) Michaeljäger, désignation internationale (78391) Michaeljager, est un astéroïde de la ceinture principale.

## Description
(78391) Michaeljager est un astéroïde de la ceinture principale. Il fut découvert le 8 août 2002 à l'observatoire Palomar par Sebastian F. Hönig. Il présente une orbite caractérisée par un demi-grand axe de 3,10 UA, une excentricité de 0,23 et une inclinaison de 14,6° par rapport à l'écliptique.
Il est nommé d'après l'astronome amateur autrichien Michael Jäger.

## Compléments